# Mariano García Remón
Mariano García Remón (ur. 30 września 1950 w Madrycie) – hiszpański trener piłkarski, piłkarz grający na pozycji bramkarza.
W wieku 15 lat został piłkarzem Realu Madryt. Po krótkim wypożyczeniu do Realu Oviedo wrócił do Madrytu w sezonie 1971/1972 i pozostał piłkarzem Los Blancos do końca kariery.
Jako piłkarz 7 razy wygrał ligę hiszpańską, 4 razy Copa del Rey, 2 razy Puchar UEFA. Dwukrotnie wystąpił w reprezentacji Hiszpanii. 7 marca 1973 zaliczył świetny mecz przeciw Dynamu Kijów w Odessie. Dzięki temu występowi zyskał przydomek El Gato de Odessa (Kot z Odessy).
Jako piłkarz Realu Madryt wystąpił w 177 meczach ligowych, w których puścił 165 goli.
Karierę trenerską rozpoczynał, prowadząc drużyny juniorskie Realu Madryt. Następnie pracował w Sporting, Albacete Balompié, UD Las Palmas, Salamance, Numancii i Cordobie.
Powrócił do Realu Madryt w 2004 jako asystent José Antonio Camacho. Po jego dymisji przez kilka miesięcy roku był pierwszym trenerem Realu Madryt.